# Naraka: Bladepoint
Naraka: Bladepoint е екшън игра на 24 Ентъртейнмънт.

## Геймплей
Naraka: Bladepoint поставя своето условие[ неясно? ] на ‘‘Остров Морус‘‘, където героите се събират за битка.  Играчите могат да избират дали да играят сами, по двойки или по трима. Също могат да избират от над девет различни героя като всеки от тях има по две качества. (F качество или пълно/Ultimate[ неясно? ]).

## Герои
Naraka: Bladepoint понастоящем има 9 героя с най-новата версия от 11 ноември 2021 на Юшан.
Сред деветте героя е ‘‘Куруми Чумикадо“, който е създаден по образ на Онмуджи.

## Разработка
Naraka: Bladepoint заедно с другите заглавия[ неясно? ] официално е представено по време на Наградите за игри през 2019 година на церемонията на 12 декември 2019 г.

## Премиера
През август 2021 г. играта получава своята световна премиера на 10 езика. Отборът на NetEase Thunderfire UX направи проучване на ползвателите и UX дизайн за Naraka: Bladepoint от тогава е първият прототип.